# Koleszár Bazil Péter
Koleszár Bazil Péter (1973 –) magyar színész, színházi rendező.
1998-ban alakult a Junion Színház, amelynek a kezdetektől vezetője. A Junion Színház előadásai a szervezése alatt jöttek, jönnek létre, az előkészítéstől kezdve, a próbákon át, az előadások lebonyolításáig. 2002-től a Junion Színház Alapítvány elnöke.

## Tanulmányok
- 1991–1995 Merlin Színészképző Műhely[2]
- 1993 – Kínai operakurzus – Szkéné
- 1994 – Welsh College of Music & Drama színészkurzus

## Színházak
- 1995–1998 Merlin Színház, társulati tag
- 1998 – Junion Színház, alapító tag
- 2000–2001 Víg Színház, vendégként
- 2003–2008 Nemzeti Színház, társulati tag[3]
- 2008– szabadúszó
- 2008-tól – Békéscsabai Jókai Színház – szabadúszóként[4]
- 2009 és 2011-ben – Szombathelyi Weöres Sándor Színház – szabadúszóként
- 2010 és 2015-ben – Pécsi Nemzeti Színház – szabadúszóként[5]

## Színházi rendezések[6][7]
- 2022 - Pruzsinszky Sándor: A viurtóz -  RS9 Színház és Junion Színház Archiválva 2023. július 23-i dátummal a Wayback Machine-ben
- 2020 - Axel Hellstenius: Minden jót, Elling! - RS9 Színház, Junion Színház és Neptun Brigád
- 2017 – Ulrich Hub: Állati reptér, avagy a rókát hamarabb utol érik, mint a sánta kutyát – RS9 Színház és Junion Színház
- 2017 – Csehov-Kiss Csaba: De mi lett a nővel? – RS9 Színház, Neptunbrigád és Junion Színház
- 2016 – Ulrich Hub: Nyolckor a bárkán – RS9 Színház és Junion Színház
- 2016 – Zalán Tibor: Mario és a varázsló – Békéscsabai Jókai Színház – segédrendezőként, rendező Kovács Frigyes
- 2015 – Ulrich Hub: Nyolckor a bárkán – Pécsi Nemzeti Színház
- 2013 – Ulrich Hub: Nyolckor a bárkán – Békéscsabai Jókai Színház – magyar nyelvű ősbemutató
- 2012 – A jó pálinka itassa magát – Pécsi Nemzeti Színház
- 2012 – A csapda, a jóslat és a kisablak – Junion Színház
- 2011 – Négy évszak – mesejáték szláv népmese alapján színpadra alkalmazta: Koleszár Bazil Péter – Békéscsabai Jókai Színház
- 2011 – Szurrogátum delikátesz – írta Sultz Sándor, Hamvas Béla: Bizonyos tekintetben című kisregénye ötlete alapján – Weöres Sándor Színház és Junion Színház közös produkciója
- 2010 – Rozsfogócska – Salinger: Zabhegyező című regénye nyomán, színpadra alkalmazta: Németh Virág – Junion Színház
- 2009 – Egressy Zoltán: Sóska, sültkrumpli… – Békéscsabai Jókai Színház – meghívás: Eurorégiós Színházi Találkozó, Temesvár 2009.[8]
- 2009 – A jó pálinka itassa magát – Weöres Sándor Színház – Meghívás: DESZKA Fesztivál Debrecen 2010.[9]
- 2004 – Zőld Martzi – a kényszerbetyár – Wándza Mihály vígjátékából – 2006 Vidor Fesztivál[10]
- 2002 – A jópálinka itassa magát – Koleszár-Sultz –2005 Vidor Fesztivál Archiválva 2016. augusztus 3-i dátummal a Wayback Machine-ben DOTTORE díj a legjobb előadásnak,[11] és SMERALDINA DÍJ a legjobb női epizódalakításért[12]
- 2000 – Sóska, sültkrumpli… – írta Egressy Z. – Meghívás a Művészetek Völgyébe, TV felvétel 2001.
- 1998 – Café Junion – I. L. Caragiale műveiből – Meghívás a Romániai Országos Színházi Találkozóra, Piatra Neamt 1999.

Rendezőasszisztens
- 2000 – Bánk bán – Zsámbéki Nyári Színház, rendező Bocsárdi László

Játékmester
- 2013 – Hetvenhét – írta Zalán Tibor, játékmester, rendező Jordán Tamás – Békéscsabai Jókai Színház

## Fordítások[13]
- Ulrich Hub: Állati reptér, avagy a rókát hamarabb utol érik, mint a sánta kutyát ( Füchse lügen nicht – Animal lounge )
- Ulrich Hub: Nyolckor a bárkán (An der Arche um act)
- Jordi Galceran: Fogócska (Fuita)

## Fontosabb szerepek
- A postás - Örkény István: Tóték - r. Tege Antal
- Hitelező - Molnár Ferenc: A testőr Archiválva 2023. július 23-i dátummal a Wayback Machine-ben - r. Vass György
- Danieli Zsigmond, régiségkereskedő - Füst MIlán: Egy doktorkisasszony naplójegyzetei  - r: Lábán Katalin
- Ágoston Kristóf – Mikszáth Kálmán – Zalán Tibor: A beszélő köntös r.: Halasi Imre
- Poche – Maurice Hennequin – Pierre Veber: Törvénytelen randevú r.: Robert Cogo-Fawcett
- Rubek – Ibsen: Ha mi, holtak, feltámadunk r: Lábán Katalin
- –Carlson – Egerek és emberek r: Pataki András
- Podkoljoszin – Gogol: Pétervár meséi r: Jefim Koutcher
- Apa – Egressy Zoltán: Szimpla szerda – r. Lábán Katalin
- Speer – Ödön von Horváth: Kasimir és Karoline r: Dobay Dezső
- Férfi – James Saunders: Bocs, nem figyeltem r: Andrew Neil
- Ferenc – Bíró-Mohácsi: Sárga liliom r: Mohácsi János.
- Ködmön András – Móricz: Úri múri r.: Jordán Tamás
- Hadirokkant – Brecht: Kurázsi mama r: Szász János
- Phoenix – Andromaché – r: Valló Péter
- Tormándi Pál – Jókai Mór: A kőszívű ember fiai r: Seregi Zoltán
- Vinkóci Lőrénc – Lázár Ervin: Berzsián és Dideki r: Veress Dóra
- Gárda kapitány – A párizsi Notre Dame r: Beatrice Bleont / Rancea
- Dr. Havas Tamás – Parti Nagy L.: A test angyala r.:Tasnádi Márton
- Bébé – Serrau: Nyúl, nyúl r.: Deák Kriszta
- Camil – John Hodge: Sekély sírhant r: Csizmadia Tibor
- Bolond – A történelem kereke – r: Tamási Zoltán
- Mátyás – Sultz S.: Utazás Bozenba r.: Jordán Tamás
- Teatermosz – Hamvai-Nádasdi: Lüzisztráté r.: Jordán Tamás
- Békásy főhadnagy – Karinthy: Holnap reggel r: Hargitai Iván
- Sípos István, hentesinas – Füst Milán: Boldogtalanok r: Ács János
- Lovag – Lear király r: Chris Rolls
- Vállalkozó – Mario és a varázsló r: Kovács Frigyes

## Film
- Egy nap története ( rendező: Joan Stein, fekete-fehér, magyar filmdráma, 2000 ) színész[14]
- Öszödik Pecsét (rendező: Stefanovics Angéla, Kálmánchelyi Zoltán, Végh Zsolt, szín., magyar ál-dok. f., 2007) – színész

## Tv-film
- A szivárvány harcosa – (rendező: Havas Péter, színes, magyar játékfilm, 2001) – színész[15]
- W. Shakespeare: Lear király (TV film) színész (dráma)[16]

## Tv sorozatok
- Jóban, rosszban – színész
- Barátok közt – színész
- Családi Titkok – színész